# Thakkolam
Thakkolam é uma panchayat (vila) no distrito de Vellore, no estado indiano de Tamil Nadu.

## Demografia
Segundo o censo de 2001,  Thakkolam  tinha uma população de 11,919 habitantes. Os indivíduos do sexo masculino constituem 54% da população e os do sexo feminino 46%. Thakkolam tem uma taxa de literacia de 70%, superior à média nacional de 59.5%: a literacia no sexo masculino é de 80% e no sexo feminino é de 58%. Em Thakkolam, 10% da população está abaixo dos 6 anos de idade.